# Bojna Azov
Pukovnija Azov (izv. ukr. Окремий загін спеціального призначення «Азов») je ukrajinska vojna postrojba (od 12. studenog 2014. dio je ukrajinske nacionalne garde). Središnja baza vojne postrojbe je u okolici grada Mariupolja koji leži na obali azovskog mora. Postrojba trenutno sudjeluje u vojnim aktivnostima u istočnoj Ukrajini. Najistaknutiji bivši zapovjednik postrojbe je Andriy Biletsky (povezan je s desničarskim patriotskim i neonacističkim pokretima). Bojna i danas u svom znakovlju ima 2 simbola koji se povezuju s neonacizmom: Wolfsangel i Crno sunce. Kod određenog broja vojnika u početku postrojbe, bile su uočene vojne prišivke i tetovaže s oznakama SS-a, te nacističkom svastikom.
Razvoj i jačanje postrojbe u organizacijskom i borbenom smislu, donio je promjene i u službovniku postrojbe, a isticanje bilo kakvih simbola, u vidu zastava, oznaka, propagandnog materijala i sl., bilo kakvih političkih, ideoloških i sličnih pokreta najstrože je zabranjeno.
Od 2. kolovoza 2022. godine, u kontekstu oružanog sukoba u Ukrajini, Pukovnija Azov se u Ruskoj Federaciji smatra terorističkom skupinom.
Azov je danas suvremena, visoko mobilna, manevarska postrojba kopnene vojske, specijalne namjene, ustrojena kao pukovnija s podstožernim postrojbama te pješačkim mehaniziranim bojnama, oklopnom postrojbom, topničkim divizionom, raketnim i topničkim divizionon PZO, minobacačkim divizionom, voznim parkom itd, s vlastitom školom dočasnika i regrutnim trening centrom, te vlastitim odlično uređenim i opremljenim poligonom za pripremu vojnika, a u novije vrijeme i sa zračno desantnim i ronilačkim postrojbama, uklopljenim u sastav pukovnije.[nedostaje izvor]
Pripadnici pukovnije u vršenju borbenih zadaća često sudjeluju zajedno s ostalim postrojbama ukrajinske vojske,kao dio taktičkih borbenih grupa i podređeni su zapovjedništvu sektora( zone) u kojoj izvršavaju zadaće te glavnom stožeru vojske.
Često sudjeluju u izvođenju zadaća samostalno u malim grupama specijalnih postrojbi iz same pukovnije za vršenje određenih taktičkih zadaća na bojišnici.
Pukovniju odlikuje visoka disciplina i jasna zapovjedna linija, pri čemu se dopušta inicijativa od niže rangiranih zapovjednika i/li vojnika, kako u procesu izobrazbe i treninga tako i u izvršenju borbenih zadaća.
Postrojba je danas jedna od najsposobnijih i borbeno najspremnijih postrojbi ukrajinske vojske.

## Osnivanje
Svoje korijene pukovnija ima u organizaciji Patrioti Ukrajine iz Harkiva, koji su se istaknuli prilikom nasilnog pokušaja zauzimanja državnih zdanja u Harkivu od strane proruskog stanovništva potpomognutih s tzv. dobrovoljcima iz Rusije. Grupa se potom formirala kao dobrovoljna garda pod nazivom Crni Korpus.
Početkom eskalacije sukoba na istoku Ukrajine, grupa se stavila na raspolaganje ukrajinskom Ministarstvu unutarnjih poslova, kao postrojba dobrovoljaca, s idejom da se na njenoj osnovi formira postrojba na širem području Harkiva.
Kako je opasnost od eskalacije sukoba u Harkivu bila otklonjena, tijekom travnja 2014. Ukrajinsko Ministarstvo unutarnjih pislova donosi odluku da se na pripadnici postrojbe prebace u okolicu Mariupolja i da se formira bojna MUP-a koja će stalno biti smještena u okolici Mariupolja zbog njegovog strateškog značenja.
Postrojba u hodu zauzima grad Berdjansk od separatista i u tom gradu, 80 km od Mariupolja formira svoju prvu bazu i počinje s prihvatom dobrovoljaca, obukom i vršenjem zadaća.
Postrojbi se službeno daje status policijske postrojbe za posebne namjene, ustrojne strukture bojna, te naziv Mariupoljske postrojbe.
S obzirom na to da je postojala "tradicija" da sve postrojbe osim službenih brojeva postrojbe imaju i "ime" zbog azovskog mora, postrojba je nazvana bojnom specijalne namjene Azov.
Nakon zauzimanja Mariupolja u proljeće 2014., postrojba se izmješta u grad i njegovu okolicu te ujesen 2014. prelazi u sastav Nacionalne garde Ukrajine (unutarnja vojska - vojska koja djeluje samo na teritoriji Ukrajine s primarnim ciljem zaštite ustavno pravnog poretka i suvereniteta države i ne sudjeluje u međunarodnim misijama kao postrojbe ukrajinske redovne vojske (ZSU) i sl).
Zbog velikog odaziva dobrovoljaca već krajem jeseni 2014. Azov mijenja ustrojbenu strukturu i postaje pukovnijom,a mjesto dotadašnjeg zapovjednika Bileckog preuzima Igor Mikhailenko.
Azov je službeno nastao 5. svibnja 2014. godine, nakon što je tadašnji ministar vanjskih poslova Arsen Avakov izdao naredbu za osnivanjem civilnih paravojnih postrojbi koje bi ukupno brojile oko 12 000 ljudi.

## Organizacija
Prvi zapovjednik postrojbe bio je Andriy Biletsky. Na tu je dužnost stupio na ljeto 2014. godine. U kolovozu iste godine nagrađen je vojnim odličjem za hrabrost izravno od tadašnjeg predsjednika Porošenka.
Šest mjeseci nakon osnivanja postrojba broji 300 vojnika. Vojnici imaju službenu plaću od oko 360 dolara. Tijekom 2015. godine broj vojnika u postrojbi narasao je na oko 1800 vojnika, te je tadašnja pukovnija trebala biti prevedena u viši ustrojbeni rang - u rang brigade do čega zbog političkih razloga i nedostatka vojne tehnike u Nacionalnoj gardi nije došlo. Danas postrojba broji oko 2 000 aktivnih vojnika.
Razvoj i jačanje postrojbe u organizacijskom i borbenom smislu, donio je promjene i u službovniku postrojbe, a isticanje bilo kakvih simbola,u vidu zastava,oznaka,propagandnog materijala i sl, bilo kakvih političkih, ideoloških i sličnih pokreta najstrože je zabranjeno.
Prozivanja pripadnika pukovnije za nacizam i slično većinom dolazi iz proruskih, separatističkih krugova, kao i raznih lijevo orijentiranih političkih organizacija, u najvećoj mjeri radi diskreditacije pukovnije u medijskom prostoru, što nije novost, s obzirom na to da je temelj pokušaja diskreditacije Ukrajine i vlasti u Ukrajini sa strane separatista i ruske propagande temeljen na činjenici da spomenuti ukrajince i sve vezano za Ukrajinu zovu fašističkim.
Azov je danas suvremena,visoko mobilna, manevarska postrojba kopnene vojske,specijalne namjene sposobna samostalno izvršavati borbene zadaće i na dulji period, ustrojena kao pukovnija s podstožernim postrojbama te pješačkim mehaniziranim bojnama, oklopnom postrojbom, topničkim divizionom, raketnim i topničkim divizionon PZO, minobacačkim divizionom, voznim parkom itd, s vlastitom školom dočasnika i regrutnim trening centrom,te vlastitim odlično uređenim i opremljenim poligonom za pripremu vojnika, a u novije vrijeme i sa zračno desantnim i ronilačkim postrojbama, uklopljenim u sastav pukovnije.
Pripadnici pukovnije u vršenju borbenih zadaća često sudjeluju zajedno s ostalim postrojbama ukrajinske vojske,kao dio taktičkih borbenih grupa i podređeni su zapovjedništvu sektora( zone) u kojoj izvršavaju zadaće te glavnom stožeru vojske. Često sudjeluju u izvođenju zadaća samostalno u malim grupama specijalnih postrojbi iz same pukovnije za vršenje određenih taktičkih zadaća na bojišnici. Pukovniju odlikuje visoka disciplina i jasna zapovjedna linija, pri čemu se dopušta inicijativa od niže rangiranih zapovjednika i/li vojnika, kako u procesu izobrazbe i treninga tako i u izvršenju borbenih zadaća. Postrojba je danas jedna od najsposobnijih i borbeno najspremnijih postrojbi ukrajinske vojske

## Strani borci
Postrojba je zbog svoje ekstremno desne orijentiranosti privukla mnoge strane borce koji dijele istu ideologiju kao i Azov,što nije glavni razlog dolaska istih.
Početkom rata na istoku Ukrajine, postrojba Azov primala je strane dragovoljce za razliku od redovnih postrojbi vojske,koji u službovniku nisu imali mogućnost prijema stranih državljana, te je velik dio stranaca iz tog razloga svoj put počeo u Azovu i ostalim dobrovoljačkim postrojbama poput bojne Donbas, Desni Sektor itd. Borci su dolazili iz mnogih stranih država, uključujući i Italiju, Francusku, Grčku, Švedsku, SAD, Gruziju, Rusiju, Bjelorusiju, Slovačku, Češku, Veliku Britaniju, Čečeniju, Hrvatsku, Njemačku... i dr.
Procjenjuje se da se oko 20 hrvatskih državljana u dobi od 20 do 45 godina borilo unutar ove postrojbe.